# 24053 Shinichiro
24053 Shinichiro este un asteroid din centura principală de asteroizi.

## Descriere
24053 Shinichiro este un asteroid din centura principală de asteroizi. A fost descoperit pe 12 octombrie 1999 la Stația Anderson Mesa în cadrul programului LONEOS. Asteroidul prezintă o orbită caracterizată de o semiaxă mare de 2,22 ua, o excentricitate de 0,14 și o înclinație de 7,1° în raport cu ecliptica.